# 宫廷花园 (因斯布鲁克)

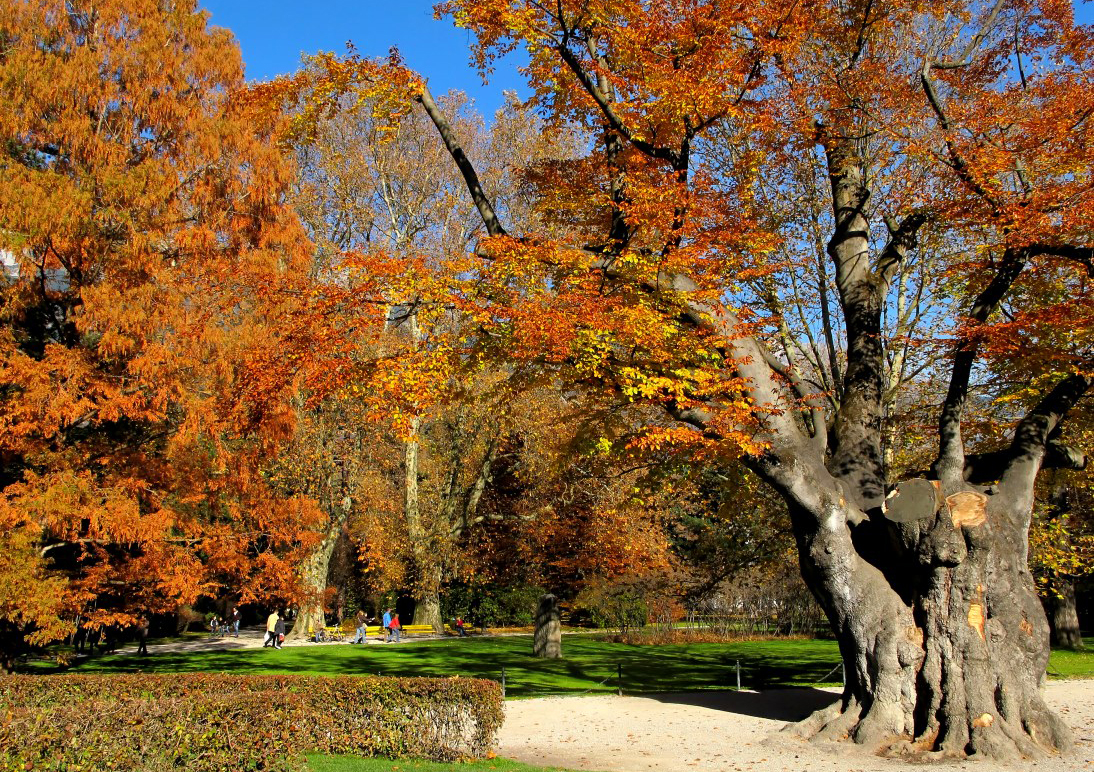
宫廷花园

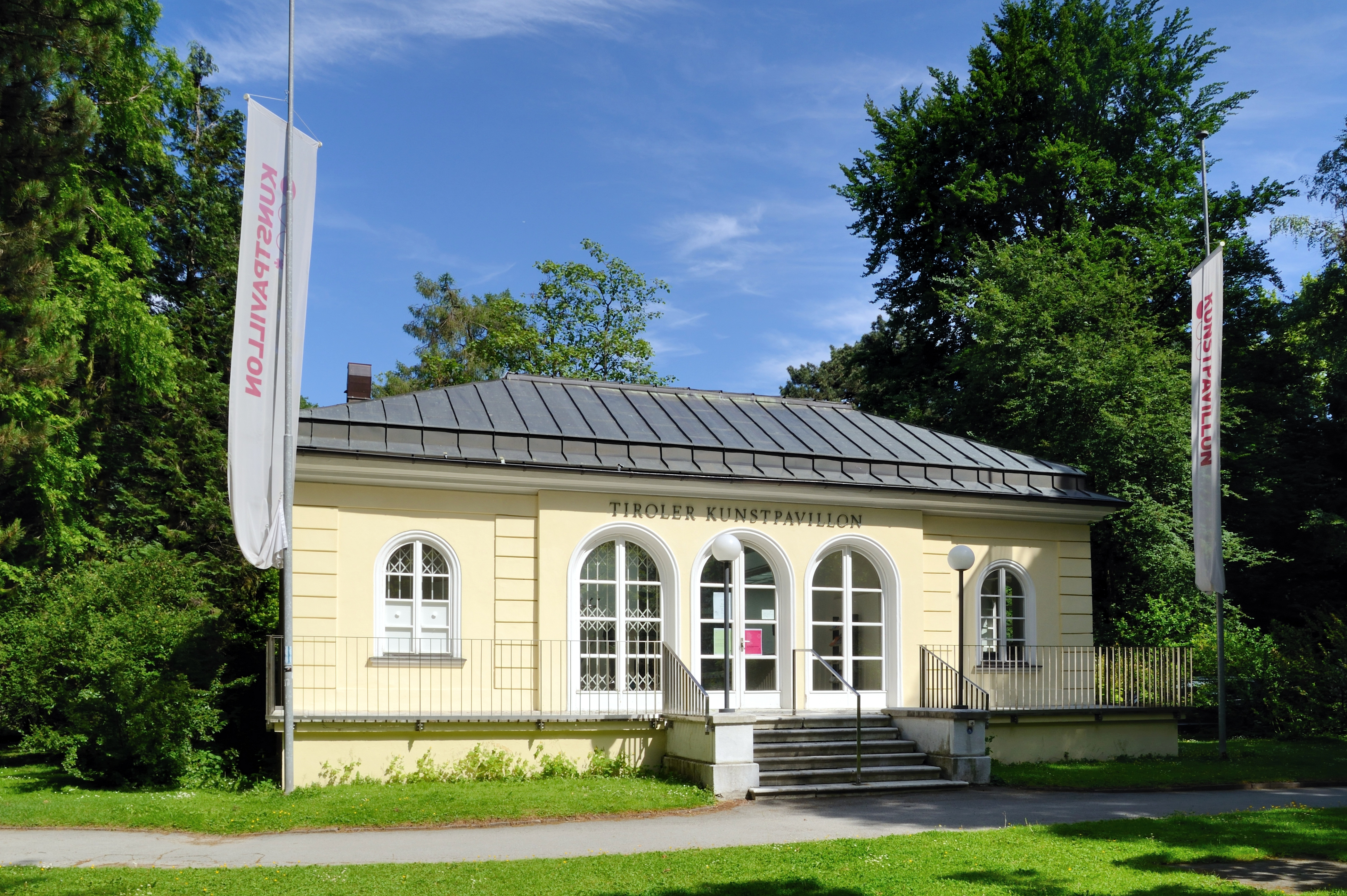

宫廷花园（德語：Hofgarten）是奥地利因斯布鲁克老城边缘的一个公园，占地面积10公頃（25英畝），毗邻因斯布鲁克皇宫、Kongresshaus和蒂罗尔州剧院。
宫廷花园由大公斐迪南二世开辟于16世纪，为阿尔卑斯山以北最精致的花园之一。它先后由文艺复兴花园，改为法式园林，又自1858年，改为英式庭园。
宫廷花园由奥地利环境部的下属部门奥地利联邦园林局（ÖsterreichischenBundesgärten）管理。